# Nicolai Schumann
Nicolai Schumann (Francoforte sul Meno, 3 giugno 1992) è un giocatore di football americano e bobbista tedesco che milita nel ruolo di wide receiver e tight end nella European League of Football (ELF).
Dopo aver giocato nelle giovanili dei Berlin Bullets passa ai Berlin Adler e in seguito ai Berlin Rebels e ai New Yorker Lions, per poi passare alla squadra professionistica tedesca dei Berlin Thunder.

## Palmarès
- 2 BIG6 European Football League (2014, 2018)
- 1 German Bowl (2019)